# Zatoka Orańska
Zatoka Orańska (arab. خليج وهران, Chalidż Wahran) – zatoka Morza Śródziemnego, położona u wybrzeży Algierii, pomiędzy przylądkami Cap Falcon i Cap de l'Aiguille. Ma około 16 mil morskich (30 km; 18 mi) szerokości. Nad zatoką położone są miasta Oran oraz Al-Marsa al-Kabir. Zachodnie wybrzeże zatoki charakteryzuje się wysokimi, stromymi klifami o wysokości od 10 do prawie 30 metrów. W części wschodniej wybrzeże cechuje się mniejszymi klifami, przerywanymi przez wąskie, małe plaże. Obszar zatoki ma klimat śródziemnomorski półsuchy, z łagodnymi i wilgotnymi zimami oraz gorącymi i suchymi latami. Średnia roczna suma opadów wynosi około 390 mm.
Zatokę zasilają wody pochodzące z Oceanu Atlantyckiego. Cyrkulacja wzdłuż wybrzeża afrykańskiego cechuje się dużą niestabilnością, co sprzyja rozprzestrzenianiu się potencjalnych zanieczyszczeń. Taka dynamika środowiska morskiego sprzyja również relatywnie intensywnemu rozwojowi życia biologicznego. Zatoka jest narażona na zanieczyszczenia i inne formy degradacji wynikające z rozwoju licznych działalności społeczno-gospodarczych: urbanizacji, turystyki, rybołówstwa oraz funkcjonowania portów handlowych. Ponad 90 000 000m³ nieoczyszczonych ścieków jest corocznie odprowadzanych do zatoki przez aglomerację Oranu oraz liczne zakłady przemysłowe. Zazwyczaj przemysł ten odprowadza swoje odpady bez jakiegokolwiek przetwarzania. Do morza trafiają m.in. ścieki chemiczne, zrzuty węglowodorów pochodzenia petrochemicznego (ze strefy przemysłowej Arziw), a także rozpuszczone odpady mineralne i metaliczne, w znacznych ilościach obecne w ściekach różnych gałęzi przemysłu. Morze stanowi główny odbiornik ścieków komunalnych z Oranu, podobnie jak ma to miejsce w przypadku większości algierskich miast nadbrzeżnych.